# Уилсон, Дэвид (футболист, 1876)
Дэвид Дж. Уилсон (англ. David J. Wilson; 2 января 1876 — 28 декабря 1916) — шотландский футболист, нападающий, выступавший за клуб «Куинз Парк» и национальную сборную Шотландии.

## Биография
На протяжении всей своей клубной карьеры Дэвид выступал за «Куинз Парк». Он дебютировал за «пауков» 18 сентября 1897 года в матче кубка Глазго против клуба «Кэмеронианс», в котором нападающий также отметился своим первым забитым мячом. 22 сентября 1900 года в игре с «Хартс» состоялся его дебют в чемпионате Шотландии. В том же году Дэвид принял участие в финале кубка Шотландии, который до сих пор является последним для «Куинз Парк». 31 октября 1903 года в матче высшей шотландской лиги против «Селтика» нападающий забил первый гол в истории стадиона «Хэмпден Парк». Всего в составе «Куинз Парк» он провёл одиннадцать сезонов.
Свой единственный матч за национальную сборную Шотландии Дэвид сыграл 2 февраля 1900 года: в товарищеской встрече со сборной Уэльса он отметился двумя забитыми мячами. В 1902—1903 годах нападающий провёл две встречи за сборную Шотландской футбольной лиги.
В годы Первой мировой войны Дэвид служил в Шотландском стрелковом корпусе в звании второго лейтенанта. Он был убит во время боевых действий 28 декабря 1916 года.

## Статистика выступлений за сборную Шотландии
| Матчи и голы Уилсона за сборную Шотландии | Матчи и голы Уилсона за сборную Шотландии | Матчи и голы Уилсона за сборную Шотландии | Матчи и голы Уилсона за сборную Шотландии | Матчи и голы Уилсона за сборную Шотландии | Матчи и голы Уилсона за сборную Шотландии |
| №                                         | Дата                                      | Оппонент                                  | Счёт                                      | Голы Уилсона                              | Соревнование                              |
| ----------------------------------------- | ----------------------------------------- | ----------------------------------------- | ----------------------------------------- | ----------------------------------------- | ----------------------------------------- |
| 1                                         | 3 февраля 1900                            | Уэльс                                     | 5:2                                       | 2                                         | Домашний чемпионат Великобритании 1900    |

Итого: 1 матч / 2 гола; 1 победа, 0 ничьих, 0 поражений.

## Достижения

### Командные
«Куинз Парк»
- Обладатель Трофея Дьюара (1): 1899
- Финалист Кубка Шотландии (1): 1900